# Histoire de Gil Blas de Santillane
Pour les articles homonymes, voir Gil Blas et Gil Blas de Santillane.
 (décembre 2016).
L’Histoire de Gil Blas de Santillane, le plus souvent abrégé en Gil Blas, est un roman d'inspiration picaresque de l'écrivain français Alain-René Lesage, paru entre 1715 et 1735. 
L'auteur s'inspire du modèle picaresque mais le détourne, dans la mesure où son héros, Gil Blas, s'élève au fur et à mesure de ses innombrables aventures dans l'échelle sociale (il s'enrichit et finit bien marié et père de famille), contrairement au picaro qui, lui, cherchant à changer de milieu, échoue toujours dans son ascension. 
Lesage joue également avec les références antiques, le découpage en douze livres rappelant par exemple les douze chants de l'Énéide.

## Structure
Le roman a occupé son auteur vingt ans durant, puisque les douze livres (subdivisés eux-mêmes en chapitres) qui le composent ont paru en trois temps:  livres I à VI en 1715 (en deux tomes); VII à IX en 1724 (tome III) et X à XII en 1735 (tome IV).

## L'histoire
L’Histoire de Gil Blas de Santillane narre, à la première personne, la vie de Gil Blas de Santillane. L'action se passe dans l'Espagne du Siècle d'or. Ce personnage né d’un écuyer et d’une femme de chambre quitte Oviedo à l’âge de dix-sept ans pour se rendre à l’Université de Salamanque, après avoir été éduqué par son oncle chanoine Gil Perez (I,1). 
Il aspire à devenir précepteur. Mais son avenir estudiantin est rapidement bouleversé lorsque, à peine en route vers Salamanque, le hasard fait de Gil Blas le compagnon et le complice — bien malgré lui — de brigands de grand chemin (I, 4), et l'amène ainsi à faire la connaissance, désagréable, de la justice. Le besoin et les suggestions de son ami Fabrice Nunez le font devenir valet. Les vicissitudes de la vie l'entraînent alors dans tous les degrés de la domesticité, ce qui lui permet d’observer de près toutes les classes de la société, tant dans l’État que dans l’Église. Mêlé à des fripons de toutes catégories, il va pratiquer lui-même la friponnerie, mais ce sera plus par contagion de l’exemple que par nature (livre VI). 

Gil Blas découvre ensuite la vie de différents milieux et professions : celle de médecin auprès du docteur Sangrado (II, 3), celle des petits-maîtres auprès de Don Mathias de Silva (III, 4), celle encore des comédiens avec Arsénie (III, 11 à IV, 1) ; il approche aussi la société mondaine aux côtés d'une femme tenant salon, la marquise de Chaves (IV, 7). Après quoi, Gil Blas se met au service de l'archevêque de Grenade (VII, 3) puis du duc de Lerme en tant que secrétaire (VIII, 2).

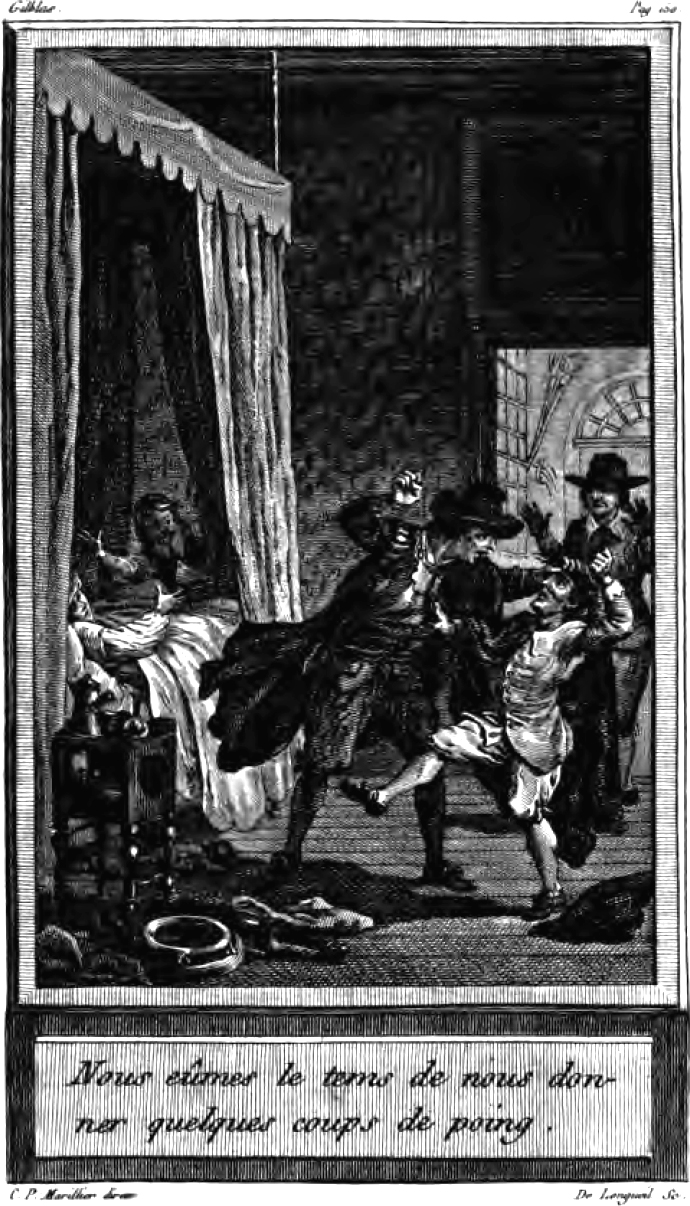
« Nous eûmes le temps de nous donner quelques coups de poing. » Œuvres choisies de Le Sage, Paris, Leblanc, 1810, vol. 2, p. 151.

Il gravit alors l'échelle sociale, jusqu'à avoir successivement deux domestiques qui le serviront avec des bonheurs variables... En effet, le premier, Ambroise de Lamela, « un garçon de trente ans, qui avait l'air simple et dévot » vole à son maître les 1 000 ducats qu'il avait reçus de doña Mencia de la Mosquera (I, 16) ; mais le second, Scipion, lui sera entièrement dévoué : il ira jusqu'à se laisser emprisonner avec son maître dans la tour de Ségovie (IX, 7). 
Bientôt Gil Blas découvre l'amour. Tout d'abord auprès de la soubrette Laure qu'il rencontre en III, 5 et qui lui fait découvrir la jalousie lorsqu'elle discute « familièrement » avec des comédiens. Vient ensuite la rencontre d'Antonia, une jeune paysanne dont il tombera amoureux en X, 8 et qu'il épousera. Elle lui donnera un fils Alphonse (X, 9). Malheureusement, le fils et l'épouse trépassent. Mais finalement, Gil Blas est séduit par Dorothée une noble désargentée qu'il épousera sans dot et qui lui donnera deux enfants (au dernier chapitre du dernier livre de l’œuvre en XII, 14). 
Ces découvertes successives de différents milieux sociaux sont autant d'occasions pour l'auteur de peindre des portraits corrosifs.

## Éléments d'analyse
La filiation de Gil Blas avec Turcaret, la pièce à succès composée par Lesage en 1709, est évidente : une fois de plus, Lesage met en scène non seulement des valets fripons servant des maîtres voleurs, des femmes de mœurs légères, des maris trompés et contents, mais aussi les pédants gourmés, les poètes ridicules, les faux savants, les médecins ignorants qui commettent des homicides. Chaque classe, chaque profession se résume à des types et chacun de ces types se peint lui-même dans l’action. Le choix des traits est inspiré par un goût parfait et ils sont mis en œuvre avec autant de sobriété que de finesse. Une caractéristique du récit de Gil Blas est l’accent de vérité qui l'imprègne d’un bout à l’autre. Quelque invraisemblables que soient ses aventures, le héros en parle, non comme d’une fiction, mais comme d’une réalité dont il a joui ou souffert. Il a vécu avec tous ces personnages et fait vivre le lecteur avec eux. Ils ont beau être de leur pays, de leur temps, ils ont, pour toutes les nations, une vie immortelle.

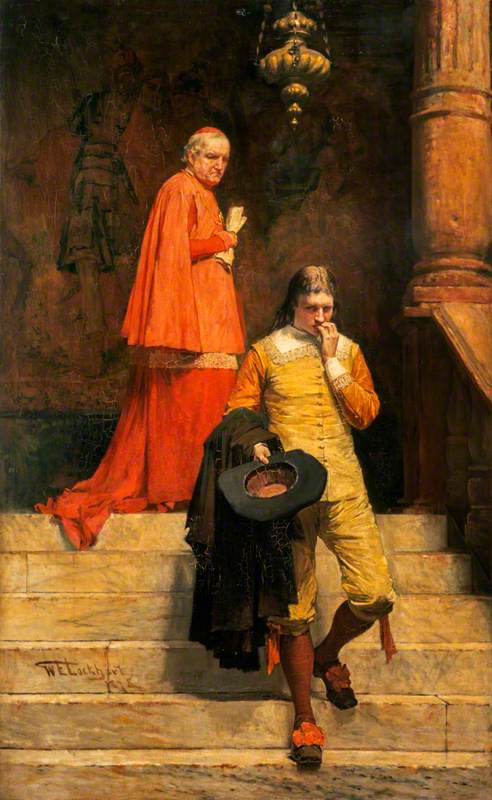
, Gil Blas et l'archevêque de Grenade. 1878. National Galleries of Scotland.

Lesage a procédé dans le roman comme au théâtre, préludant par des imitations ou des traductions à des œuvres de plus en plus personnelles. Ainsi, il traduit la continuation de Don Quichotte, il remanie et augmente Le Diable boiteux, comme il avait d’abord traduit et imité des pièces de Rojas et de Calderón puis, dans l’affermissement de son génie, il crée Gil Blas qui, par toutes ses qualités caractéristiques et malgré le « lieu » de la scène et la couleur locale, lui appartient en propre aussi bien que Turcaret. Ainsi derrière le docteur Sangrado dont les principes médicaux se résument à la saignée et à la consommation d’eau chaude, c’est de la pratique de la médecine tout entière que Lesage se moque. Derrière l’archevêque de Grenade qui exige la vérité sur ses écrits mais s’avère incapable de l’entendre, on reconnaît l’homme de lettres à la susceptibilité légendaire. Derrière le duc de Lerme, Premier ministre d’Espagne transparaît le cardinal Dubois ou Mazarin.
Pour Jules Romain,

« En écrivant Gil Blas, en dotant son œuvre des qualités qui lui assuraient un succès étendu et persistant, Lesage était donc d’une part l’héritier de Mateo Alemán, de Cervantès, d’Espinel, de Quevedo, et à travers eux d’Apulée ; mais, d’autre part, il préservait la souplesse, j’oserai dire la « polyvalence » indispensable à une forme d’art que devaient illustrer le Balzac de la Comédie humaine, le Stendhal de la Chartreuse de Parme, le Thackeray de Vanity Fair, et Zola, et Tolstoï, et maints autres après eux. »

## Réception
Cette œuvre, à la fois si universelle et si française dans son cadre espagnol, ne fut pas adoptée sans conteste comme une production originale. Lesage avait fait trop d’emprunts jusque-là à l’Espagne pour ne pas être soupçonné d’avoir pris Gil Blas à la même source. Voltaire fut l’un des premiers à l’accuser de plagiat et à signaler comme modèle de Gil Blas un roman de l'écrivain espagnol Vicente Gomez Martinez-Espinel (1550-1624) intitulé Vie et aventures de l'écuyer Marcos de Obregon, auquel Lesage avait fait, comme à tant d’autres romanciers espagnols, des emprunts de détails qui n’ont jamais diminué le caractère d’originalité d’une grande composition littéraire. La thèse de l’origine espagnole du Gil Blas fut plusieurs fois reprise par eux. Le Père Jose de Isla, en traduisant l’ouvrage de Lesage en espagnol, affirma le restituer à sa patrie et à sa langue. Faute de faits, l'inquisiteur et historien espagnol Juan Antonio Llorente (1756-1823) invoqua des preuves de sentiment en affirmant que Gil Blas devait être de l’historien espagnol Antonio de Solis y Ribadeneyra (1610-1686), par cette raison qu’à l’époque où il a paru, aucun autre écrivain n’eût été capable d’écrire un pareil ouvrage.

### Sources de l'article
- Saint-Marc Girardin, « Notice sur Le Sage », Histoire de Gil Blas de Santillane, Paris Charpentier, 1861, p. V-XX
- Jean-François de La Harpe, Cours de littérature ancienne et moderne, Paris, F. Didot, 1840, p. 489-90
- Jules Romains, « Lesage et le Roman Moderne », The French Review, vol. 21, n° 2, Déc. 1947, p. 97-99 [lire en ligne (page consultée le 18 octobre 2022)]
- Gustave Vapereau, Dictionnaire universel des littératures, Paris, Hachette, 1876, p. 1235-7

### Quelques éditions
- Histoire de Gil Blas de Santillane de Lesage (présentation par Roger Laufer), Paris, Flammarion, coll. « Garnier-Flammarion », 1999, 638 p. (ISBN 978-2-080-70286-9)
- Histoire de Gil Blas de Santillane de Lesage (édition d'Étiemble), Paris, Gallimard, coll. « Folio Classique », 1996, 1053 p. (ISBN 978-2-070-39415-9)
- Histoire de Gil Blas de Santillane de Lesage (édition de l'Abbé Lejeune), Paris, P.C. Lehuby, 1845, 504 p. (lire en ligne)
- Histoire de Gil Blas de Santillane de Lesage (ill. : vignettes de Jean Gigoux), Paris, Chez Paulin, 1836, 972 p. (lire en ligne)